# 레그나 베르데시아
레그나 베르데시아 로드리게스(스페인어: Legna Verdecia Rodríguez, 1972년 10월 29일~)는 쿠바의 유도 선수이다. 2000년 하계 올림픽 여자 하프라이트급 금메달과 1996년 하계 올림픽 여자 하프라이트급 동메달을 획득했다.